# Schmaldeckenbock

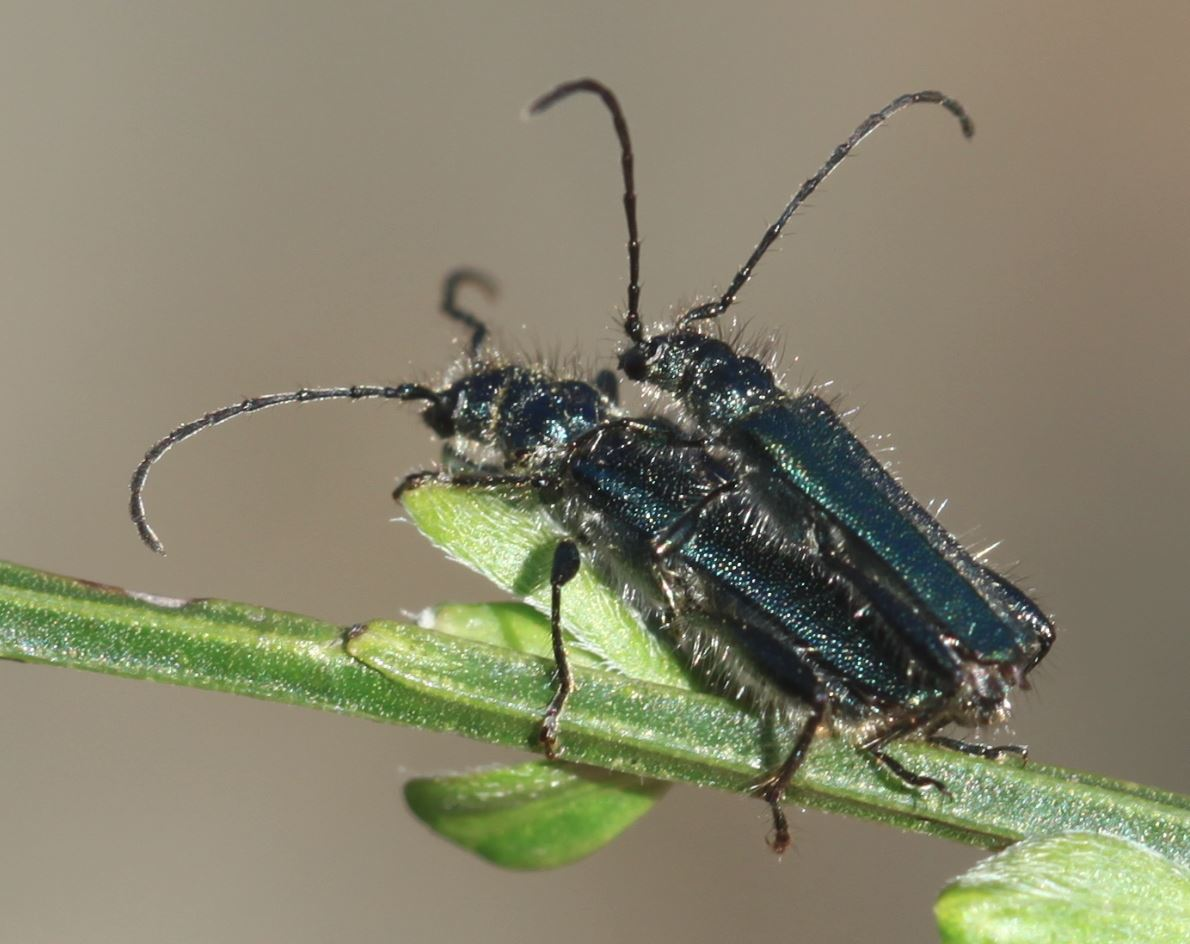
Paarung

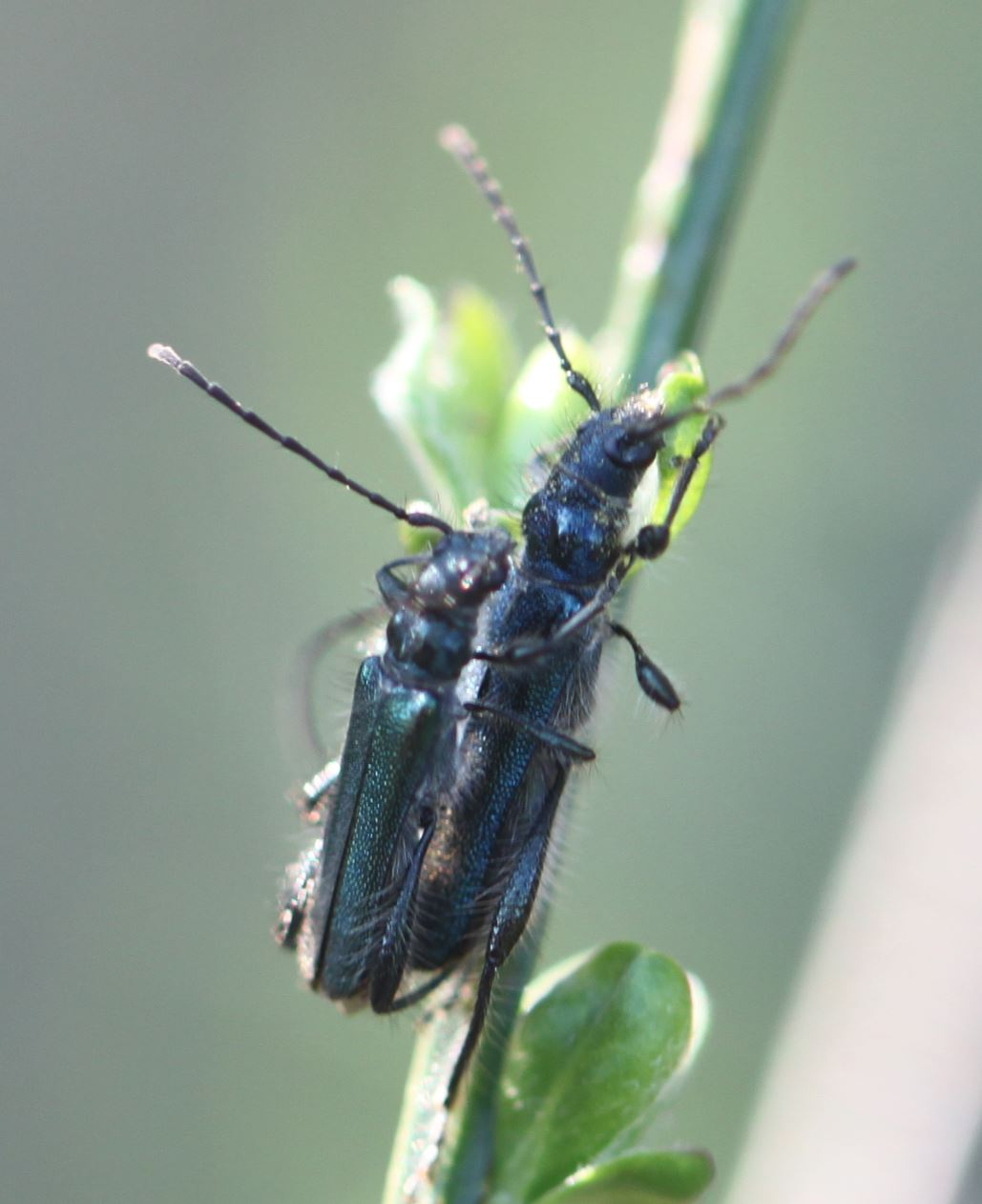
Paarung

Der Schmaldeckenbock (Callimus angulatus) ist ein Käfer aus der Familie der Bockkäfer und der Unterfamilie Cerambycinae.

## Merkmale
Die Käfer besitzen Körperlängen zwischen 7 und 9 mm. Die Käfer sind metallisch blau, blaugrün oder grün. Die Fühler sind schwarz oder braun. Der Halsschild weist drei glatte Schwielen auf. Die Flügeldecken sind stark und dicht punktiert.

## Verbreitung
Die Bockkäfer-Art ist im Mittelmeerraum verbreitet. Das Vorkommen reicht von der Iberischen Halbinsel über Südeuropa, Nordafrika und Kleinasien bis in den Nahen und den Mittleren Osten (Nord-Iran). In Mitteleuropa ist die Art selten. 

## Lebensweise
Die Bockkäfer beobachtet man von April bis Juni. Die Imagines besuchen verschiedene Doldenblütler. Ein Lebenszyklus dauert ein bis zwei Jahre. Die Art ist polyphag. Die Larven entwickeln sich in verschiedenen Laubbäumen, zu diesen zählen neben Eichen und Buchen auch Hainbuchen, Eschen, Weißdorne, Feigen sowie Zelkoven und Hopfenbuchen.

## Taxonomie
In der Literatur finden sich folgende Synonyme:
- Saperda angulata Schrank, 1789
- Callimellum angulatum (Schrank, 1789)
- Callimus angulatum (Schrank, 1789)
- Callimus bourdini Mulsant, 1846
- Callidium cyaneum Fabricius, 1792 nec Geoffroy, 1785
- Callimus cyaneus (Fabricius, 1792)
- Stenopterus laetus Motschulsky, 1845
- Necydalis variabilis Bonelli, 1823

Es gibt mindestens zwei Unterarten:
- Callimus angulatus angulatus (Schrank, 1789)
- Callimus angulatus glabrescens Holzschuh, 1989 – in Griechenland und auf Kreta[2]